# Cam Long
Cam Long (không rõ năm sinh năm mất), họ Cam, tên Long, làm quan dưới triều vua Tần Hiến Công và Tần Hiếu Công, đại thần của nước Tần thời kỳ Chiến quốc. Là người thuộc phe phản đối biến pháp của Thương Ưởng, có ghi trong Thương Quân thư, Sử ký, Chiến Quốc sách, cũng là danh thần thế tộc nước Tần.

## Làm quan
Cam Long làm quan giữ chức Thượng đại phu, sau thăng làm Thái sư, là lãnh tụ của phe thế tộc bấy giờ, đồng thời là nhân vật trung tâm nhăm nhe khôi phục chế độ cũ.

## Sử sách chép
《Sử ký - Tần bổn ký Hồi thứ 5》
3 năm,Thương Ưởng thuyết phục Hiếu Công biến pháp sửa hình,trong thì lo việc cấy cầy,ngoài thì dân chúng chiến tranh thưởng phạt công bằng,Hiếu Công nghe theo. Cam Long, Đỗ Trí thì phản đối. Thời gian đầu thi hành biến pháp, bách tính khổ cực; nhưng sau 3 năm, người người lại cảm thấy tiện. Từ đó Hiếu Công phong Ưởng làm Tả thứ trưởng. Chú thích trong Thương Quân ngữ.
《Thương Quân thư - Canh pháp》
Hiếu Công bình họa, Công tôn Ưởng, Cam Long, Đỗ Trí tam đại phu ngự vu quân, lự thế sự chi biến, thảo chính pháp chi bản, cầu sử dân chi đạo.

## Kết cục
Kết cục của Cam Long, trong sử sách như Chiến Quốc sách, Sử ký, Tư Trị Thông Giám,vẫn chưa có ghi chép rõ ràng, theo dân gian truyền miệng thì cuối đời chết do tuổi đã cao.

Còn trong tiểu thuyết Đại Tần đế quốc của Tôn Hạo Huy có nói kết cục của Cam Long:
Rằng sau khi Tần Hiếu Công mất, Doanh Tứ kế vị. Cam Long, Đỗ Trí cùng phe Lão thế tộc thông đồng với nước Ngụy, đồng thời sách động binh mã tạo phản ở Hàm Dương,với ý đồ tự lập quốc Quân. Thế nhưng, Tần Huệ Văn Vương Doanh Tứ đã trù tính trước, lâm nguy không loạn, trong ngoài trên dưới ổn định triều dã, thiết lập pháp trị trừ khử loạn thần, làm tê liệt liên minh Tề - Ngụy, giải trừ được mối họa tiềm tàng. Hơn nữa Doanh Tứ còn đích thân diệt trừ tận gốc âm mưu khôi phục chế độ cũ của lão Thái Sư Cam Long, ra lệnh bắt giam toàn bộ phe Lão thế tộc và vây cánh, tổng cộng trên dưới 1000 người, chém đầu tất cả.

## Đánh giá
Cam Long mang hình tượng như một vũng bùn hủ cựu thời Chiến Quốc. Nhân vật phản diện trong lịch sử Trung Hoa.

## Trong văn hóa
- Đại Tần đế quốc (2006) - Tôn Phi Hổ vai Cam Long